# Source Sans Pro
Source Sans Pro是一個由Paul D. Hunt為Adobe Systems所設計的無襯線字体。它是Adobe的第一個开放源代码字體家族，以SIL開源字體授權進行散佈。
這個字體是由Morris Fuller Benton所設計的Gothics系列字體所啟發。它提供了六種字重（常規、特細、細、半粗、粗、黑），並且皆包含斜體。此字體包含了相當多拉丁文字的支援，包含了西歐及東歐的語言、越南文、中文的羅馬拼音、納瓦霍文等。

## Adobe開放原始碼字體家族
- Source Sans Pro，Adobe開放原始碼字體家族的第一個成員。
- Source Code Pro，Adobe開放原始碼字體家族的第二個成員。
- Source Serif Pro，Adobe開放原始碼字體家族的第三個成員。
- Source Han Sans，Adobe開放原始碼字體家族的第四個成員，也是第一個包含中日韓文字的成員。
- Source Han Serif，Adobe開放原始碼字體家族的第五個成員，同樣包含中日韓文字。

## 外部連結
维基共享资源上的相關多媒體資源：Source Sans Pro
- 在Adobe.com上的Source Sans Pro（页面存档备份，存于）
- 在GitHub上的Source Sans Pro（页面存档备份，存于）
- 在SourceForge上的Source Sans Pro（页面存档备份，存于）